# Dendrohypopterygium arbuscula
Dendrohypopterygium arbuscula là một loài Rêu trong họ Hypopterygiaceae. Loài này được (Brid.) Kruijer mô tả khoa học đầu tiên năm 2002.